# Liste des planètes mineures non numérotées découvertes en septembre 2009
Pour un article plus général, voir Liste des planètes mineures non numérotées découvertes en 2009.
Pour un article plus général, voir Liste des planètes mineures.
Cet article dresse la liste des planètes mineures (astéroïdes, centaures, objets transneptuniens et assimilés) non numérotées découvertes en septembre 2009 dans l'ordre de leur découverte.
Au 15 janvier 2025, 661 077 des 1 434 993 planètes mineures répertoriées par le Centre des planètes mineures ne sont pas encore numérotées, soit 46,07 %.

## Rappel concernant la désignation provisoire
La désignation provisoire indique l'ordre de découverte de ces objets. En effet, cette désignation est composée de l'année de découverte (par exemple 2009) suivie de la quinzaine (demi-mois) de découverte (p.e. A = 1-15 janvier) puis de l'ordre de découverte dans cette quinzaine. Cet ordre est indiqué par une lettre et éventuellement un chiffre comme suit : A pour la première découverte, B pour la deuxième, ..., Z pour la 25e (le I n'est pas utilisé pour éviter la confusion avec 1), A1 pour la 26e, B1 pour la 27e, etc. , Z1 pour la 50e, A2 pour la 51e, B2 pour la 52e, etc. L'ordre de la numérotation ne suit donc pas l'ordre alphanumérique. 2009 AA1 suit ainsi 2009 AZ et précède 2009 AB1.

## Listes

### Du1erau 15 septembre 2009
- 2009 RH
- 2009 RM
- 2009 RN
- 2009 RR
- 2009 RZ
- 2009 RD1
- 2009 RT1
- 2009 RU1
- 2009 RV1
- 2009 RX1
- 2009 RD2
- 2009 RG2
- 2009 RH2
- 2009 RJ2
- 2009 RP2
- 2009 RS3
- 2009 RY3
- 2009 RZ3
- 2009 RA4
- 2009 RD4
- 2009 RL4
- 2009 RX4
- 2009 RC5
- 2009 RD5
- 2009 RH7
- 2009 RJ7
- 2009 RQ7
- 2009 RK8
- 2009 RR8
- 2009 RS8
- 2009 RB9
- 2009 RC9
- 2009 RM9
- 2009 RP9
- 2009 RR9
- 2009 RS9
- 2009 RU9
- 2009 RC10
- 2009 RN10
- 2009 RK11
- 2009 RO11
- 2009 RP11
- 2009 RQ11
- 2009 RB12
- 2009 RC12
- 2009 RL13
- 2009 RP13
- 2009 RS13
- 2009 RW13
- 2009 RX13
- 2009 RM14
- 2009 RR14
- 2009 RV14
- 2009 RR15
- 2009 RY15
- 2009 RZ15
- 2009 RA16
- 2009 RC16
- 2009 RG16
- 2009 RH16
- 2009 RR16
- 2009 RN17
- 2009 RY17
- 2009 RG18
- 2009 RT19
- 2009 RV19
- 2009 RG20
- 2009 RM20
- 2009 RZ20
- 2009 RA21
- 2009 RE21
- 2009 RH21
- 2009 RL21
- 2009 RN21
- 2009 RO21
- 2009 RD22
- 2009 RH22
- 2009 RP22
- 2009 RT22
- 2009 RU22
- 2009 RW22
- 2009 RD23
- 2009 RO23
- 2009 RW23
- 2009 RY23
- 2009 RE24
- 2009 RG24
- 2009 RL24
- 2009 RM24
- 2009 RN24
- 2009 RO24
- 2009 RT24
- 2009 RU24
- 2009 RF25
- 2009 RL25
- 2009 RZ25
- 2009 RE27
- 2009 RP27
- 2009 RV27
- 2009 RZ27
- 2009 RL28
- 2009 RY28
- 2009 RF29
- 2009 RH29
- 2009 RO29
- 2009 RK30
- 2009 RT30
- 2009 RS32
- 2009 RW32
- 2009 RM33
- 2009 RN33
- 2009 RR33
- 2009 RS34
- 2009 RW34
- 2009 RF35
- 2009 RB36
- 2009 RF36
- 2009 RH36
- 2009 RO36
- 2009 RR36
- 2009 RA37
- 2009 RD37
- 2009 RK37
- 2009 RO37
- 2009 RT37
- 2009 RD38
- 2009 RF38
- 2009 RK38
- 2009 RM38
- 2009 RP38
- 2009 RS38
- 2009 RV38
- 2009 RB39
- 2009 RP39
- 2009 RW39
- 2009 RY39
- 2009 RE40
- 2009 RM40
- 2009 RR40
- 2009 RS40
- 2009 RZ40
- 2009 RP41
- 2009 RU41
- 2009 RB42
- 2009 RF42
- 2009 RR42
- 2009 RH43
- 2009 RZ43
- 2009 RB44
- 2009 RG44
- 2009 RH44
- 2009 RQ44
- 2009 RA45
- 2009 RE45
- 2009 RJ45
- 2009 RQ45
- 2009 RS45
- 2009 RX45
- 2009 RK46
- 2009 RV46
- 2009 RX46
- 2009 RY46
- 2009 RR47
- 2009 RQ48
- 2009 RR48
- 2009 RZ48
- 2009 RE49
- 2009 RQ49
- 2009 RK50
- 2009 RT50
- 2009 RY50
- 2009 RB51
- 2009 RF51
- 2009 RH51
- 2009 RK51
- 2009 RT51
- 2009 RW51
- 2009 RE52
- 2009 RL52
- 2009 RV52
- 2009 RW52
- 2009 RO53
- 2009 RW53
- 2009 RX53
- 2009 RN54
- 2009 RP54
- 2009 RG55
- 2009 RM56
- 2009 RX56
- 2009 RZ56
- 2009 RP57
- 2009 RR57
- 2009 RU57
- 2009 RX57
- 2009 RG58
- 2009 RZ59
- 2009 RA60
- 2009 RK60
- 2009 RH61
- 2009 RO62
- 2009 RM63
- 2009 RU65
- 2009 RV65
- 2009 RX65
- 2009 RJ66
- 2009 RW66
- 2009 RA67
- 2009 RF67
- 2009 RJ67
- 2009 RL67
- 2009 RM67
- 2009 RQ67
- 2009 RW67
- 2009 RD68
- 2009 RX68
- 2009 RR69
- 2009 RT69
- 2009 RF70
- 2009 RM70
- 2009 RU70
- 2009 RQ71
- 2009 RZ71
- 2009 RB72
- 2009 RH72
- 2009 RP72
- 2009 RW72
- 2009 RX72
- 2009 RA73
- 2009 RJ73
- 2009 RU73
- 2009 RW73
- 2009 RM75
- 2009 RS75
- 2009 RE76
- 2009 RP76
- 2009 RR76
- 2009 RW76
- 2009 RY76
- 2009 RZ76
- 2009 RA77
- 2009 RB77
- 2009 RE77
- 2009 RJ77
- 2009 RT77
- 2009 RV77
- 2009 RW77
- 2009 RX77
- 2009 RZ77
- 2009 RA78
- 2009 RB78
- 2009 RC78
- 2009 RD78
- 2009 RE78
- 2009 RF78
- 2009 RL78
- 2009 RN78
- 2009 RO78
- 2009 RQ78
- 2009 RS78
- 2009 RU78
- 2009 RV78
- 2009 RW78
- 2009 RX78
- 2009 RY78
- 2009 RZ78
- 2009 RB79
- 2009 RC79
- 2009 RD79
- 2009 RH79
- 2009 RJ79
- 2009 RM79
- 2009 RN79
- 2009 RO79
- 2009 RQ79
- 2009 RR79
- 2009 RV79
- 2009 RZ79
- 2009 RA80
- 2009 RC80
- 2009 RD80
- 2009 RM80
- 2009 RN80
- 2009 RP80
- 2009 RR80
- 2009 RS80
- 2009 RU80
- 2009 RV80
- 2009 RB81
- 2009 RC81
- 2009 RD81
- 2009 RH81
- 2009 RK81
- 2009 RL81
- 2009 RM81
- 2009 RN81
- 2009 RO81
- 2009 RP81
- 2009 RR81
- 2009 RS81
- 2009 RT81
- 2009 RU81
- 2009 RW81
- 2009 RC82
- 2009 RD82
- 2009 RF82
- 2009 RL82
- 2009 RM82
- 2009 RQ82
- 2009 RR82
- 2009 RV82
- 2009 RW82
- 2009 RZ82
- 2009 RB83
- 2009 RD83
- 2009 RE83
- 2009 RH83
- 2009 RJ83
- 2009 RK83
- 2009 RL83
- 2009 RM83
- 2009 RO83
- 2009 RP83
- 2009 RQ83
- 2009 RS83
- 2009 RT83
- 2009 RU83
- 2009 RV83
- 2009 RX83
- 2009 RY83
- 2009 RZ83
- 2009 RA84
- 2009 RB84
- 2009 RC84
- 2009 RD84
- 2009 RE84
- 2009 RG84
- 2009 RH84
- 2009 RJ84
- 2009 RK84
- 2009 RL84
- 2009 RM84
- 2009 RN84
- 2009 RO84

### Du 16 au 30 septembre 2009
- 2009 SA
- 2009 SB
- 2009 SD
- 2009 SE
- 2009 SF
- 2009 SG
- 2009 SH
- 2009 SJ
- 2009 SK
- 2009 SL
- 2009 SM
- 2009 SN
- 2009 SP
- 2009 SQ
- 2009 SS
- 2009 SU
- 2009 SW
- 2009 SX
- 2009 SY
- 2009 SZ
- 2009 SC1
- 2009 SD1
- 2009 SH1
- 2009 SJ1
- 2009 SL1
- 2009 SM1
- 2009 SN1
- 2009 SP1
- 2009 SQ1
- 2009 SW1
- 2009 SC2
- 2009 SE2
- 2009 SF2
- 2009 SH2
- 2009 SJ2
- 2009 SL2
- 2009 SN2
- 2009 SO2
- 2009 SU2
- 2009 SV2
- 2009 SY2
- 2009 SZ2
- 2009 SD3
- 2009 SF3
- 2009 SG3
- 2009 SJ3
- 2009 SL3
- 2009 SS3
- 2009 SV3
- 2009 SX3
- 2009 SY3
- 2009 SA4
- 2009 SB4
- 2009 SE4
- 2009 SK4
- 2009 SL4
- 2009 SM4
- 2009 SR4
- 2009 SS4
- 2009 SB5
- 2009 SH5
- 2009 SQ5
- 2009 SS5
- 2009 SU5
- 2009 SW5
- 2009 SD6
- 2009 SF6
- 2009 SH6
- 2009 SJ6
- 2009 SS6
- 2009 SW6
- 2009 SZ6
- 2009 SD7
- 2009 SG7
- 2009 SH7
- 2009 SJ7
- 2009 SK7
- 2009 SX7
- 2009 SA8
- 2009 SB8
- 2009 SC8
- 2009 SE8
- 2009 SF8
- 2009 SR8
- 2009 ST8
- 2009 SZ8
- 2009 SE9
- 2009 SF9
- 2009 SK9
- 2009 SQ9
- 2009 SR9
- 2009 SU9
- 2009 SX9
- 2009 SY9
- 2009 SH10
- 2009 SM10
- 2009 SN10
- 2009 ST10
- 2009 SU10
- 2009 SW10
- 2009 SY10
- 2009 SZ10
- 2009 SA11
- 2009 SD11
- 2009 SF11
- 2009 SO11
- 2009 SU11
- 2009 SA12
- 2009 SF12
- 2009 SN12
- 2009 SQ12
- 2009 SS12
- 2009 SW12
- 2009 SA13
- 2009 SB13
- 2009 SC13
- 2009 SL13
- 2009 SO13
- 2009 SR13
- 2009 ST13
- 2009 SO14
- 2009 SB15
- 2009 SD15
- 2009 SF15
- 2009 SH15
- 2009 SJ15
- 2009 SK15
- 2009 SU15
- 2009 SY15
- 2009 SZ15
- 2009 SB16
- 2009 SD16
- 2009 SQ16
- 2009 SR16
- 2009 SW16
- 2009 SV17
- 2009 SW17
- 2009 SX17
- 2009 SE18
- 2009 SG18
- 2009 SJ18
- 2009 SQ18
- 2009 SY18
- 2009 SV19
- 2009 SW19
- 2009 SA20
- 2009 SM20
- 2009 SP20
- 2009 SQ20
- 2009 SH21
- 2009 SW22
- 2009 SH23
- 2009 SL23
- 2009 SO23
- 2009 SQ23
- 2009 ST23
- 2009 SB24
- 2009 SD24
- 2009 SV24
- 2009 SY24
- 2009 SB25
- 2009 SD25
- 2009 SF25
- 2009 SS25
- 2009 SU25
- 2009 SF26
- 2009 SG26
- 2009 SJ26
- 2009 SM26
- 2009 SN26
- 2009 SV26
- 2009 SW26
- 2009 SA27
- 2009 SG27
- 2009 SK27
- 2009 SN27
- 2009 SP27
- 2009 SS27
- 2009 SU27
- 2009 SX27
- 2009 SB28
- 2009 SE28
- 2009 SF28
- 2009 SG28
- 2009 SJ28
- 2009 SM28
- 2009 SO28
- 2009 SQ28
- 2009 SW28
- 2009 SJ29
- 2009 SN29
- 2009 ST29
- 2009 SU29
- 2009 SX29
- 2009 SZ29
- 2009 SD30
- 2009 SE30
- 2009 SN30
- 2009 SX30
- 2009 SC31
- 2009 SM31
- 2009 SQ31
- 2009 SU31
- 2009 SV31
- 2009 SD32
- 2009 SF32
- 2009 SJ32
- 2009 SK32
- 2009 SL32
- 2009 SO32
- 2009 SY32
- 2009 SA33
- 2009 SG33
- 2009 SJ33
- 2009 SN33
- 2009 SP33
- 2009 SR33
- 2009 SV33
- 2009 SE34
- 2009 SJ34
- 2009 SS34
- 2009 SK35
- 2009 SA36
- 2009 SL36
- 2009 SM36
- 2009 SR36
- 2009 SE37
- 2009 SG37
- 2009 SA38
- 2009 SF38
- 2009 SM38
- 2009 SR38
- 2009 SV38
- 2009 SD39
- 2009 SQ39
- 2009 SR39
- 2009 SS39
- 2009 SX39
- 2009 SK40
- 2009 SN40
- 2009 SV40
- 2009 SZ40
- 2009 SB41
- 2009 SC41
- 2009 SD41
- 2009 SF41
- 2009 SK41
- 2009 SM41
- 2009 SN41
- 2009 SS41
- 2009 SH42
- 2009 SO42
- 2009 SW42
- 2009 SM43
- 2009 SO44
- 2009 SU44
- 2009 SY44
- 2009 SZ44
- 2009 SB45
- 2009 SJ45
- 2009 SN45
- 2009 SQ45
- 2009 SV45
- 2009 SW45
- 2009 SD46
- 2009 SW46
- 2009 SB47
- 2009 SC47
- 2009 SK47
- 2009 ST47
- 2009 SD48
- 2009 SR48
- 2009 SY48
- 2009 SJ49
- 2009 SV49
- 2009 SZ49
- 2009 SN50
- 2009 SW50
- 2009 SK51
- 2009 SL51
- 2009 SM51
- 2009 SS51
- 2009 SY51
- 2009 SE52
- 2009 SG52
- 2009 SH52
- 2009 SK52
- 2009 SB53
- 2009 SS53
- 2009 SY53
- 2009 SD54
- 2009 SE54
- 2009 SG54
- 2009 SK54
- 2009 SM54
- 2009 SS54
- 2009 SY54
- 2009 SZ54
- 2009 SA55
- 2009 SB55
- 2009 SJ55
- 2009 SM55
- 2009 SO55
- 2009 SQ55
- 2009 SS55
- 2009 SZ55
- 2009 SD56
- 2009 SK56
- 2009 SQ56
- 2009 SS56
- 2009 SY56
- 2009 ST57
- 2009 SV57
- 2009 SY57
- 2009 SR58
- 2009 SY58
- 2009 SB59
- 2009 SG59
- 2009 SJ59
- 2009 SK59
- 2009 SS59
- 2009 ST59
- 2009 SB60
- 2009 SC60
- 2009 SL60
- 2009 SP60
- 2009 SW60
- 2009 SX60
- 2009 SH61
- 2009 SP61
- 2009 SS61
- 2009 SU61
- 2009 SC62
- 2009 SE62
- 2009 SL62
- 2009 SM62
- 2009 SS62
- 2009 ST62
- 2009 SU62
- 2009 SW62
- 2009 SX62
- 2009 SB63
- 2009 SL63
- 2009 ST63
- 2009 SU63
- 2009 SV63
- 2009 SY63
- 2009 SZ63
- 2009 SB64
- 2009 SE64
- 2009 SG64
- 2009 SL64
- 2009 SM64
- 2009 SP64
- 2009 SQ64
- 2009 SW64
- 2009 SA65
- 2009 SG65
- 2009 SH65
- 2009 SK65
- 2009 SO65
- 2009 SP65
- 2009 SR65
- 2009 SB66
- 2009 SO66
- 2009 SQ66
- 2009 SU66
- 2009 SV66
- 2009 SH67
- 2009 SK67
- 2009 SL67
- 2009 SP67
- 2009 SQ67
- 2009 SH68
- 2009 SJ68
- 2009 SQ68
- 2009 SR68
- 2009 ST68
- 2009 SW68
- 2009 SY68
- 2009 SJ69
- 2009 SQ69
- 2009 SR69
- 2009 SS69
- 2009 ST69
- 2009 SV69
- 2009 SE70
- 2009 SH70
- 2009 SW70
- 2009 SB71
- 2009 SD71
- 2009 SH71
- 2009 SK71
- 2009 SN71
- 2009 SR71
- 2009 SV71
- 2009 SX71
- 2009 SE72
- 2009 SF72
- 2009 SH72
- 2009 SR72
- 2009 SX72
- 2009 SA73
- 2009 SD73
- 2009 SF73
- 2009 SL73
- 2009 SM73
- 2009 SO73
- 2009 SS73
- 2009 SF74
- 2009 SR74
- 2009 SE75
- 2009 SK75
- 2009 SQ75
- 2009 ST75
- 2009 SW75
- 2009 SJ76
- 2009 SK76
- 2009 ST76
- 2009 SL77
- 2009 SY77
- 2009 SD79
- 2009 SG79
- 2009 SR79
- 2009 SS79
- 2009 SU79
- 2009 SH80
- 2009 SK80
- 2009 SM80
- 2009 SP80
- 2009 SR80
- 2009 SS80
- 2009 SY80
- 2009 SE81
- 2009 SH81
- 2009 SN81
- 2009 SU81
- 2009 SE82
- 2009 SG82
- 2009 SH82
- 2009 SL82
- 2009 SM82
- 2009 SN82
- 2009 SQ82
- 2009 SR82
- 2009 ST82
- 2009 SU82
- 2009 SW82
- 2009 SX82
- 2009 SZ82
- 2009 SA83
- 2009 SB83
- 2009 SC83
- 2009 SE83
- 2009 SR83
- 2009 SV83
- 2009 SX83
- 2009 SA84
- 2009 SB84
- 2009 SE84
- 2009 SJ84
- 2009 SQ84
- 2009 ST84
- 2009 SW84
- 2009 SZ84
- 2009 SB85
- 2009 SG85
- 2009 SO85
- 2009 SX85
- 2009 SY85
- 2009 SZ85
- 2009 SF86
- 2009 SG86
- 2009 SK86
- 2009 SP86
- 2009 SR86
- 2009 ST86
- 2009 SA87
- 2009 SB87
- 2009 SC87
- 2009 SD87
- 2009 SF87
- 2009 SJ87
- 2009 SQ87
- 2009 SZ87
- 2009 SB88
- 2009 SN88
- 2009 SO88
- 2009 SA89
- 2009 SC89
- 2009 SH89
- 2009 SP89
- 2009 SQ89
- 2009 SU89
- 2009 SV89
- 2009 SW89
- 2009 SZ89
- 2009 SC90
- 2009 SH90
- 2009 SL90
- 2009 SO90
- 2009 SQ90
- 2009 SU90
- 2009 SX90
- 2009 SY90
- 2009 SB91
- 2009 SC91
- 2009 SE91
- 2009 SM91
- 2009 SO91
- 2009 ST91
- 2009 SW91
- 2009 SB92
- 2009 SK92
- 2009 SL92
- 2009 SA93
- 2009 SD93
- 2009 SJ93
- 2009 SU93
- 2009 SK94
- 2009 SS94
- 2009 ST94
- 2009 SV94
- 2009 SC95
- 2009 SM95
- 2009 SP95
- 2009 SQ95
- 2009 SU95
- 2009 SD96
- 2009 SA97
- 2009 SE97
- 2009 SH97
- 2009 SP97
- 2009 SY97
- 2009 SE98
- 2009 SM98
- 2009 SO98
- 2009 SU98
- 2009 SS99
- 2009 ST99
- 2009 SZ99
- 2009 SA100
- 2009 SB100
- 2009 SC100
- 2009 SG100
- 2009 SO100
- 2009 SB101
- 2009 SF101
- 2009 SH101
- 2009 SM102
- 2009 SX102
- 2009 SY102
- 2009 SN103
- 2009 SP103
- 2009 SQ103
- 2009 SR103
- 2009 SS103
- 2009 SV103
- 2009 SD104
- 2009 SG104
- 2009 SK104
- 2009 SL104
- 2009 SM104
- 2009 SN104
- 2009 SO104
- 2009 SP104
- 2009 SR104
- 2009 SS104
- 2009 ST104
- 2009 SU104
- 2009 SW104
- 2009 SZ104
- 2009 SH105
- 2009 SL105
- 2009 SO105
- 2009 SR105
- 2009 SE106
- 2009 ST106
- 2009 SS107
- 2009 SX107
- 2009 SD108
- 2009 SA109
- 2009 SJ109
- 2009 SF110
- 2009 SK110
- 2009 SS110
- 2009 SA111
- 2009 SB111
- 2009 SG112
- 2009 SH112
- 2009 SL112
- 2009 SM112
- 2009 SV112
- 2009 SW112
- 2009 SA113
- 2009 SR113
- 2009 SY113
- 2009 SC114
- 2009 SE114
- 2009 SF114
- 2009 SD115
- 2009 SK115
- 2009 SW115
- 2009 SY115
- 2009 SA116
- 2009 SB116
- 2009 SF116
- 2009 SL116
- 2009 SN116
- 2009 SO116
- 2009 SP116
- 2009 SB117
- 2009 SG117
- 2009 SL117
- 2009 ST117
- 2009 SC118
- 2009 SG118
- 2009 SQ118
- 2009 SX118
- 2009 SZ118
- 2009 SC119
- 2009 SL119
- 2009 SN119
- 2009 SQ119
- 2009 SW119
- 2009 SZ119
- 2009 SA120
- 2009 SH120
- 2009 SU120
- 2009 SW120
- 2009 SD121
- 2009 SG121
- 2009 SL121
- 2009 SO121
- 2009 SS121
- 2009 SU121
- 2009 SC122
- 2009 SQ122
- 2009 SV122
- 2009 SJ123
- 2009 ST123
- 2009 SB124
- 2009 SF124
- 2009 SO124
- 2009 SV124
- 2009 SW124
- 2009 SU125
- 2009 SB126
- 2009 SJ126
- 2009 SW126
- 2009 SA127
- 2009 SH127
- 2009 SK127
- 2009 SO127
- 2009 SR127
- 2009 SD128
- 2009 SG128
- 2009 SJ128
- 2009 SL128
- 2009 SR128
- 2009 ST128
- 2009 SX128
- 2009 SB129
- 2009 SR129
- 2009 SX129
- 2009 SG130
- 2009 SR131
- 2009 SC132
- 2009 SM132
- 2009 SZ132
- 2009 SA133
- 2009 SE133
- 2009 SS133
- 2009 SX133
- 2009 SS134
- 2009 SC135
- 2009 SF135
- 2009 SH135
- 2009 SL135
- 2009 SU135
- 2009 SP138
- 2009 SL139
- 2009 SM139
- 2009 SU139
- 2009 SV139
- 2009 SM140
- 2009 SS140
- 2009 SZ140
- 2009 SR141
- 2009 SS141
- 2009 ST141
- 2009 SX141
- 2009 SN142
- 2009 SQ142
- 2009 SM143
- 2009 SP143
- 2009 SQ143
- 2009 SA144
- 2009 SE144
- 2009 SK144
- 2009 SN144
- 2009 SO144
- 2009 SQ144
- 2009 ST144
- 2009 SW144
- 2009 SJ145
- 2009 SR145
- 2009 SX145
- 2009 SZ145
- 2009 SD146
- 2009 SO146
- 2009 ST146
- 2009 SO147
- 2009 ST147
- 2009 SV147
- 2009 SW147
- 2009 SX147
- 2009 SA148
- 2009 SC148
- 2009 SH148
- 2009 SK148
- 2009 SW148
- 2009 SC149
- 2009 SE149
- 2009 SY149
- 2009 SZ149
- 2009 SB150
- 2009 SB151
- 2009 SO151
- 2009 SV151
- 2009 SD152
- 2009 SF152
- 2009 SO152
- 2009 SU152
- 2009 SA153
- 2009 SE153
- 2009 SJ153
- 2009 SO153
- 2009 SR154
- 2009 SW154
- 2009 SF155
- 2009 SG155
- 2009 SH155
- 2009 SL155
- 2009 SN155
- 2009 SC156
- 2009 SU156
- 2009 SW156
- 2009 SZ156
- 2009 SB157
- 2009 SD157
- 2009 SG157
- 2009 SM157
- 2009 SA158
- 2009 SE158
- 2009 SR158
- 2009 SC159
- 2009 SJ159
- 2009 SK159
- 2009 SO159
- 2009 SU159
- 2009 SV159
- 2009 SB160
- 2009 SF160
- 2009 SN160
- 2009 SU160
- 2009 SY160
- 2009 SG161
- 2009 SU161
- 2009 SC162
- 2009 SV162
- 2009 SY162
- 2009 SH163
- 2009 ST163
- 2009 SY163
- 2009 SU164
- 2009 SC165
- 2009 SR165
- 2009 SZ165
- 2009 SA166
- 2009 SE166
- 2009 SH166
- 2009 SK166
- 2009 SV166
- 2009 SB167
- 2009 SD167
- 2009 SE167
- 2009 SP167
- 2009 ST167
- 2009 SU167
- 2009 SV167
- 2009 SH168
- 2009 SJ168
- 2009 SK168
- 2009 SL168
- 2009 SP168
- 2009 SY168
- 2009 SD169
- 2009 SP169
- 2009 SB170
- 2009 SC170
- 2009 SA171
- 2009 SD171
- 2009 SL171
- 2009 SO171
- 2009 SQ171
- 2009 SR171
- 2009 SS171
- 2009 ST171
- 2009 SU171
- 2009 SV171
- 2009 SW171
- 2009 SY171
- 2009 SC172
- 2009 SP172
- 2009 SQ172
- 2009 SS172
- 2009 ST172
- 2009 SE173
- 2009 SM173
- 2009 SO173
- 2009 SW173
- 2009 SD174
- 2009 SK174
- 2009 SN174
- 2009 SV174
- 2009 SW174
- 2009 SQ175
- 2009 SS175
- 2009 SW175
- 2009 SX175
- 2009 SA176
- 2009 SB176
- 2009 SC176
- 2009 SG176
- 2009 SJ176
- 2009 SL176
- 2009 SQ176
- 2009 SS176
- 2009 SW176
- 2009 SG177
- 2009 SM177
- 2009 SP177
- 2009 SU177
- 2009 SV177
- 2009 SW177
- 2009 SX177
- 2009 SY177
- 2009 SC178
- 2009 SH178
- 2009 SJ178
- 2009 SL178
- 2009 SQ178
- 2009 SU178
- 2009 SV178
- 2009 SX178
- 2009 SZ178
- 2009 SA179
- 2009 SC179
- 2009 SE179
- 2009 SR179
- 2009 SW179
- 2009 SY179
- 2009 SE180
- 2009 SU180
- 2009 SZ180
- 2009 SB181
- 2009 SC181
- 2009 SG181
- 2009 SH181
- 2009 SL181
- 2009 SN181
- 2009 SP181
- 2009 SR181
- 2009 SC182
- 2009 SH182
- 2009 SO182
- 2009 SA183
- 2009 SB183
- 2009 SG183
- 2009 SJ183
- 2009 SM183
- 2009 SU183
- 2009 SH184
- 2009 SL184
- 2009 SM184
- 2009 SN184
- 2009 SA185
- 2009 SJ185
- 2009 SV185
- 2009 SX185
- 2009 SC186
- 2009 SP186
- 2009 SR186
- 2009 SW186
- 2009 SB187
- 2009 SD187
- 2009 SE187
- 2009 SH187
- 2009 SL187
- 2009 SN187
- 2009 SP187
- 2009 SR187
- 2009 SU187
- 2009 SG188
- 2009 SJ188
- 2009 SN188
- 2009 SW188
- 2009 SB189
- 2009 SF189
- 2009 SH189
- 2009 SK189
- 2009 SP189
- 2009 SW189
- 2009 SJ190
- 2009 SO190
- 2009 SR190
- 2009 SD191
- 2009 SF191
- 2009 SH191
- 2009 SP191
- 2009 SS191
- 2009 SY191
- 2009 SZ191
- 2009 SP192
- 2009 SR192
- 2009 ST192
- 2009 SV192
- 2009 SH193
- 2009 SS193
- 2009 SV193
- 2009 SN194
- 2009 SQ194
- 2009 SR194
- 2009 SU194
- 2009 SW194
- 2009 SB195
- 2009 SD195
- 2009 SE195
- 2009 SF195
- 2009 SL195
- 2009 SM195
- 2009 SN195
- 2009 SP195
- 2009 SX195
- 2009 SY195
- 2009 SE196
- 2009 SF196
- 2009 SJ196
- 2009 SL196
- 2009 SX196
- 2009 SB197
- 2009 SF198
- 2009 SH198
- 2009 SN198
- 2009 SO198
- 2009 SR198
- 2009 SW198
- 2009 SA199
- 2009 SB199
- 2009 SH199
- 2009 SS199
- 2009 ST199
- 2009 SG200
- 2009 SM200
- 2009 SD201
- 2009 SF201
- 2009 SP201
- 2009 SQ201
- 2009 SA202
- 2009 SB202
- 2009 SC202
- 2009 SG202
- 2009 SV202
- 2009 SD203
- 2009 SP203
- 2009 SU203
- 2009 SZ203
- 2009 SH204
- 2009 SN204
- 2009 SS204
- 2009 SH205
- 2009 SO205
- 2009 SP205
- 2009 SQ205
- 2009 SU205
- 2009 SG206
- 2009 SM206
- 2009 SD207
- 2009 SN207
- 2009 SY207
- 2009 SZ207
- 2009 SD208
- 2009 SM208
- 2009 SR208
- 2009 SN209
- 2009 SW209
- 2009 SY209
- 2009 SB210
- 2009 SE210
- 2009 SF210
- 2009 SR211
- 2009 SY211
- 2009 SN212
- 2009 SP212
- 2009 SR212
- 2009 SF214
- 2009 SF215
- 2009 SN215
- 2009 SU215
- 2009 SY215
- 2009 SQ216
- 2009 SV216
- 2009 SD217
- 2009 SW217
- 2009 SZ217
- 2009 SA218
- 2009 SE218
- 2009 SG218
- 2009 SH218
- 2009 SK218
- 2009 SN218
- 2009 SU218
- 2009 SB219
- 2009 SF219
- 2009 SJ219
- 2009 SM219
- 2009 SE220
- 2009 SH220
- 2009 SS220
- 2009 SC221
- 2009 SJ221
- 2009 SK221
- 2009 SO221
- 2009 SR221
- 2009 SV221
- 2009 SX221
- 2009 SY221
- 2009 SZ221
- 2009 SB222
- 2009 SF222
- 2009 SH222
- 2009 SO222
- 2009 SR222
- 2009 ST222
- 2009 SX222
- 2009 SZ222
- 2009 SJ223
- 2009 SK223
- 2009 SM223
- 2009 SN223
- 2009 SO223
- 2009 SV223
- 2009 SZ223
- 2009 SM224
- 2009 ST224
- 2009 SV224
- 2009 SC225
- 2009 SJ225
- 2009 SN225
- 2009 SV225
- 2009 SF226
- 2009 SM226
- 2009 SN226
- 2009 SO226
- 2009 SU226
- 2009 SW226
- 2009 SF227
- 2009 SG227
- 2009 SK227
- 2009 SO227
- 2009 SQ227
- 2009 ST227
- 2009 SX227
- 2009 SA228
- 2009 SE228
- 2009 SF228
- 2009 SN228
- 2009 SS228
- 2009 SU228
- 2009 SE229
- 2009 SX229
- 2009 SZ229
- 2009 SF230
- 2009 SH231
- 2009 SM231
- 2009 SC232
- 2009 SD232
- 2009 SE232
- 2009 SF232
- 2009 SX233
- 2009 SE234
- 2009 ST234
- 2009 SW234
- 2009 SP235
- 2009 SQ235
- 2009 SU235
- 2009 SE237
- 2009 SH238
- 2009 SQ238
- 2009 SS240
- 2009 SC241
- 2009 SA242
- 2009 SS242
- 2009 SB243
- 2009 SG243
- 2009 SM243
- 2009 SC244
- 2009 SE244
- 2009 SG244
- 2009 SQ244
- 2009 SV244
- 2009 SW244
- 2009 SY244
- 2009 SQ247
- 2009 SU247
- 2009 SY248
- 2009 SG249
- 2009 SU249
- 2009 SZ249
- 2009 SB250
- 2009 SC250
- 2009 SQ250
- 2009 SS250
- 2009 SZ250
- 2009 SK251
- 2009 SR251
- 2009 ST251
- 2009 SY251
- 2009 SR252
- 2009 SS252
- 2009 SU252
- 2009 SX252
- 2009 SZ252
- 2009 SF253
- 2009 SO253
- 2009 SR253
- 2009 ST253
- 2009 SZ253
- 2009 SQ254
- 2009 SU254
- 2009 SV254
- 2009 SS255
- 2009 SZ255
- 2009 SB256
- 2009 SC256
- 2009 SD256
- 2009 SK256
- 2009 SN256
- 2009 SQ256
- 2009 SS256
- 2009 SV256
- 2009 SY256
- 2009 SZ256
- 2009 SA257
- 2009 SB257
- 2009 SK257
- 2009 SR257
- 2009 SS257
- 2009 SZ257
- 2009 SA258
- 2009 SC258
- 2009 SD258
- 2009 SA259
- 2009 SC259
- 2009 SN259
- 2009 SR259
- 2009 ST259
- 2009 SW259
- 2009 SY259
- 2009 SA260
- 2009 SD260
- 2009 SR260
- 2009 ST260
- 2009 SW260
- 2009 SY260
- 2009 SZ260
- 2009 SJ262
- 2009 SN263
- 2009 SR263
- 2009 SW263
- 2009 SY263
- 2009 SQ264
- 2009 ST264
- 2009 SY264
- 2009 SG266
- 2009 ST266
- 2009 SW266
- 2009 ST267
- 2009 SU267
- 2009 SX267
- 2009 SA268
- 2009 SB268
- 2009 SH268
- 2009 SO268
- 2009 ST268
- 2009 SX268
- 2009 SY268
- 2009 SN269
- 2009 SL270
- 2009 SQ270
- 2009 SW270
- 2009 SN271
- 2009 SO271
- 2009 SP271
- 2009 SQ271
- 2009 SA272
- 2009 SB272
- 2009 SE272
- 2009 SM272
- 2009 SW272
- 2009 SY272
- 2009 SZ272
- 2009 SB273
- 2009 SK273
- 2009 SP273
- 2009 SX273
- 2009 SD274
- 2009 SF274
- 2009 SH274
- 2009 SK274
- 2009 ST274
- 2009 SX274
- 2009 SE275
- 2009 ST275
- 2009 SZ275
- 2009 SK276
- 2009 SS276
- 2009 SU276
- 2009 SV276
- 2009 SC277
- 2009 SL277
- 2009 SF278
- 2009 SK278
- 2009 SX278
- 2009 SF279
- 2009 SL279
- 2009 SQ279
- 2009 SZ279
- 2009 SH280
- 2009 SQ280
- 2009 SF281
- 2009 SK281
- 2009 SM281
- 2009 SN281
- 2009 SP281
- 2009 SS281
- 2009 ST281
- 2009 SV281
- 2009 SY281
- 2009 SC282
- 2009 SG282
- 2009 SN282
- 2009 SE283
- 2009 SA284
- 2009 SK284
- 2009 SS284
- 2009 SW284
- 2009 SF285
- 2009 SR285
- 2009 ST285
- 2009 SW285
- 2009 SX285
- 2009 SJ286
- 2009 SL286
- 2009 SR286
- 2009 SV286
- 2009 SX286
- 2009 SY286
- 2009 SZ286
- 2009 SG287
- 2009 SY287
- 2009 SB288
- 2009 SC288
- 2009 SU288
- 2009 SA290
- 2009 SJ290
- 2009 SM290
- 2009 SQ290
- 2009 SR290
- 2009 SC291
- 2009 SK291
- 2009 SQ291
- 2009 SS291
- 2009 SU291
- 2009 SV291
- 2009 SE292
- 2009 SH292
- 2009 SL292
- 2009 SM292
- 2009 SN292
- 2009 SX292
- 2009 SC293
- 2009 SG293
- 2009 SH293
- 2009 SK293
- 2009 SO293
- 2009 SE294
- 2009 SG294
- 2009 SN294
- 2009 SO294
- 2009 SP294
- 2009 SH295
- 2009 SR295
- 2009 SA296
- 2009 SE296
- 2009 SO296
- 2009 SQ297
- 2009 ST297
- 2009 SV297
- 2009 SC298
- 2009 SD298
- 2009 SU298
- 2009 SW298
- 2009 SK299
- 2009 SX299
- 2009 SB300
- 2009 SG300
- 2009 SO300
- 2009 SC301
- 2009 SE301
- 2009 SF301
- 2009 SG301
- 2009 SH301
- 2009 SN301
- 2009 ST301
- 2009 SW301
- 2009 SZ301
- 2009 SE302
- 2009 SF302
- 2009 SL302
- 2009 SQ302
- 2009 SX302
- 2009 SE303
- 2009 SG303
- 2009 SP303
- 2009 SF304
- 2009 SG304
- 2009 SN304
- 2009 SR304
- 2009 SX304
- 2009 SA305
- 2009 SK305
- 2009 SO305
- 2009 SR305
- 2009 ST305
- 2009 SU305
- 2009 SE306
- 2009 SV306
- 2009 SB307
- 2009 SC307
- 2009 SJ307
- 2009 SB308
- 2009 SE308
- 2009 SH308
- 2009 SP308
- 2009 SR308
- 2009 SN309
- 2009 SO309
- 2009 SQ309
- 2009 SW309
- 2009 SX309
- 2009 SA310
- 2009 SB310
- 2009 SC310
- 2009 SE310
- 2009 SH310
- 2009 SP311
- 2009 SS311
- 2009 SW311
- 2009 SL312
- 2009 SO312
- 2009 SP312
- 2009 SS312
- 2009 SU312
- 2009 SV312
- 2009 SY312
- 2009 SB313
- 2009 SC313
- 2009 SV313
- 2009 SD314
- 2009 SH314
- 2009 SL314
- 2009 SM314
- 2009 SO314
- 2009 SR314
- 2009 SC315
- 2009 SG315
- 2009 SN315
- 2009 SO315
- 2009 SQ315
- 2009 SD316
- 2009 SJ316
- 2009 SL316
- 2009 ST316
- 2009 SF317
- 2009 SK317
- 2009 SM317
- 2009 SO317
- 2009 SW317
- 2009 SE318
- 2009 SG318
- 2009 SJ318
- 2009 SL318
- 2009 SM318
- 2009 SO318
- 2009 SP318
- 2009 SV318
- 2009 SX318
- 2009 SZ318
- 2009 SA319
- 2009 SE319
- 2009 SF319
- 2009 SM319
- 2009 SO319
- 2009 SP319
- 2009 SQ319
- 2009 SX319
- 2009 SG320
- 2009 ST320
- 2009 SG321
- 2009 SL321
- 2009 SR321
- 2009 ST321
- 2009 SX321
- 2009 SB322
- 2009 SE322
- 2009 SJ322
- 2009 SL322
- 2009 SO322
- 2009 ST322
- 2009 SW322
- 2009 SC323
- 2009 SD323
- 2009 SF323
- 2009 SO323
- 2009 SY323
- 2009 SA324
- 2009 SE324
- 2009 SF324
- 2009 SN324
- 2009 SP324
- 2009 SQ324
- 2009 ST324
- 2009 SX324
- 2009 SY324
- 2009 SF325
- 2009 SG325
- 2009 SJ325
- 2009 SL325
- 2009 SZ325
- 2009 ST327
- 2009 SL328
- 2009 SP328
- 2009 ST328
- 2009 SD329
- 2009 SF330
- 2009 SL331
- 2009 ST332
- 2009 SM333
- 2009 SN333
- 2009 SB334
- 2009 SH334
- 2009 SM334
- 2009 SA335
- 2009 SC335
- 2009 SD335
- 2009 SN335
- 2009 SQ335
- 2009 ST335
- 2009 SU335
- 2009 SX335
- 2009 SH336
- 2009 SN336
- 2009 SW336
- 2009 SU337
- 2009 SW337
- 2009 SA339
- 2009 SA340
- 2009 SC340
- 2009 SM340
- 2009 SN340
- 2009 SR340
- 2009 SS340
- 2009 SG341
- 2009 SJ341
- 2009 SN341
- 2009 ST341
- 2009 SV342
- 2009 SC343
- 2009 SE343
- 2009 SG343
- 2009 SM343
- 2009 SP343
- 2009 SU343
- 2009 SX343
- 2009 SY343
- 2009 SZ343
- 2009 SG344
- 2009 SH344
- 2009 SM344
- 2009 SO344
- 2009 SY344
- 2009 SD345
- 2009 SW345
- 2009 SY345
- 2009 SG346
- 2009 SH346
- 2009 SR346
- 2009 SU346
- 2009 SE347
- 2009 SF347
- 2009 SO347
- 2009 SB348
- 2009 SD348
- 2009 SO349
- 2009 SR349
- 2009 SH350
- 2009 ST350
- 2009 SX350
- 2009 SB351
- 2009 SC351
- 2009 SO351
- 2009 SS351
- 2009 SU351
- 2009 SS352
- 2009 SR353
- 2009 SU353
- 2009 SL354
- 2009 SC356
- 2009 SG356
- 2009 SV356
- 2009 SD357
- 2009 SK357
- 2009 SU357
- 2009 SX357
- 2009 SD358
- 2009 SK358
- 2009 SR358
- 2009 SC359
- 2009 SB361
- 2009 SJ361
- 2009 SQ361
- 2009 SW361
- 2009 SB362
- 2009 SM363
- 2009 SA364
- 2009 SB364
- 2009 SG364
- 2009 SN364
- 2009 SP364
- 2009 SQ364
- 2009 SR364
- 2009 SS364
- 2009 ST364
- 2009 SU364
- 2009 SV364
- 2009 SW364
- 2009 SX364
- 2009 SY364
- 2009 SZ364
- 2009 SE365
- 2009 SL365
- 2009 SM366
- 2009 SP366
- 2009 SU366
- 2009 SD367
- 2009 SJ367
- 2009 SM368
- 2009 SN368
- 2009 SU368
- 2009 SG369
- 2009 SO369
- 2009 SB370
- 2009 SD370
- 2009 SQ370
- 2009 SY370
- 2009 SZ370
- 2009 SA371
- 2009 SJ371
- 2009 SL371
- 2009 SM371
- 2009 SR371
- 2009 SX371
- 2009 SP373
- 2009 ST373
- 2009 SC374
- 2009 SS374
- 2009 SA375
- 2009 SO375
- 2009 SW375
- 2009 SB376
- 2009 SH376
- 2009 SL376
- 2009 SP376
- 2009 SQ376
- 2009 SS376
- 2009 SW376
- 2009 SX376
- 2009 SB377
- 2009 SE377
- 2009 SG377
- 2009 SL377
- 2009 SR377
- 2009 SX377
- 2009 SA378
- 2009 SH378
- 2009 SJ378
- 2009 SL378
- 2009 SO378
- 2009 SP378
- 2009 SQ378
- 2009 SU378
- 2009 SV378
- 2009 SW378
- 2009 SZ378
- 2009 SD379
- 2009 SF379
- 2009 SJ379
- 2009 SP379
- 2009 SR379
- 2009 SS379
- 2009 SU379
- 2009 SW379
- 2009 SX379
- 2009 SY379
- 2009 SZ379
- 2009 SC380
- 2009 SD380
- 2009 SE380
- 2009 SF380
- 2009 SG380
- 2009 SL380
- 2009 SN380
- 2009 SO380
- 2009 SR380
- 2009 SS380
- 2009 SU380
- 2009 SW380
- 2009 SX380
- 2009 SY380
- 2009 SZ380
- 2009 SA381
- 2009 SC381
- 2009 SD381
- 2009 SE381
- 2009 SF381
- 2009 SG381
- 2009 SH381
- 2009 SJ381
- 2009 SK381
- 2009 SL381
- 2009 SM381
- 2009 SO381
- 2009 SP381
- 2009 SQ381
- 2009 SR381
- 2009 ST381
- 2009 SU381
- 2009 SV381
- 2009 SW381
- 2009 SX381
- 2009 SY381
- 2009 SZ381
- 2009 SA382
- 2009 SB382
- 2009 SC382
- 2009 SD382
- 2009 SE382
- 2009 SG382
- 2009 SJ382
- 2009 SK382
- 2009 SL382
- 2009 SX382
- 2009 SG383
- 2009 SJ383
- 2009 SX383
- 2009 SZ383
- 2009 SD384
- 2009 SK384
- 2009 SN384
- 2009 SO384
- 2009 SP384
- 2009 SS384
- 2009 SU384
- 2009 SW384
- 2009 SZ384
- 2009 SB385
- 2009 SC385
- 2009 SE385
- 2009 SF385
- 2009 SG385
- 2009 SP385
- 2009 SR385
- 2009 SS385
- 2009 ST385
- 2009 SW385
- 2009 SX385
- 2009 SZ385
- 2009 SC386
- 2009 SE386
- 2009 SF386
- 2009 SG386
- 2009 SJ386
- 2009 SK386
- 2009 SM386
- 2009 SP386
- 2009 SQ386
- 2009 SR386
- 2009 SS386
- 2009 ST386
- 2009 SV386
- 2009 SW386
- 2009 SX386
- 2009 SY386
- 2009 SZ386
- 2009 SC387
- 2009 SE387
- 2009 SH387
- 2009 SJ387
- 2009 SO387
- 2009 SP387
- 2009 SQ387
- 2009 SR387
- 2009 ST387
- 2009 SU387
- 2009 SV387
- 2009 SW387
- 2009 SX387
- 2009 SY387
- 2009 SA388
- 2009 SB388
- 2009 SC388
- 2009 SE388
- 2009 SF388
- 2009 SH388
- 2009 SJ388
- 2009 SK388
- 2009 SM388
- 2009 SN388
- 2009 SO388
- 2009 SP388
- 2009 SQ388
- 2009 SR388
- 2009 SS388
- 2009 ST388
- 2009 SU388
- 2009 SV388
- 2009 SW388
- 2009 SX388
- 2009 SY388
- 2009 SZ388
- 2009 SA389
- 2009 SC389
- 2009 SK389
- 2009 SM389
- 2009 SX389
- 2009 SY389
- 2009 SA390
- 2009 SE390
- 2009 SK390
- 2009 SO390
- 2009 SS390
- 2009 ST390
- 2009 SV390
- 2009 SW390
- 2009 SX390
- 2009 SA391
- 2009 SJ391
- 2009 SN391
- 2009 SO391
- 2009 SS391
- 2009 SU391
- 2009 SV391
- 2009 SZ391
- 2009 SA392
- 2009 SB392
- 2009 SD392
- 2009 SE392
- 2009 SF392
- 2009 SH392
- 2009 SK392
- 2009 SL392
- 2009 SM392
- 2009 SR392
- 2009 SU392
- 2009 SY392
- 2009 SA393
- 2009 SB393
- 2009 SH393
- 2009 SJ393
- 2009 SK393
- 2009 SL393
- 2009 SM393
- 2009 SN393
- 2009 SO393
- 2009 SP393
- 2009 SR393
- 2009 SS393
- 2009 ST393
- 2009 SU393
- 2009 SF394
- 2009 SR394
- 2009 SW394
- 2009 SY394
- 2009 SB395
- 2009 SC395
- 2009 SD395
- 2009 SK395
- 2009 SO395
- 2009 SR395
- 2009 SU395
- 2009 SV395
- 2009 SW395
- 2009 SX395
- 2009 SY395
- 2009 SZ395
- 2009 SA396
- 2009 SC396
- 2009 SD396
- 2009 SF396
- 2009 SG396
- 2009 SH396
- 2009 SJ396
- 2009 SK396
- 2009 SL396
- 2009 SM396
- 2009 SA397
- 2009 SF397
- 2009 SG397
- 2009 SJ397
- 2009 SK397
- 2009 SL397
- 2009 SM397
- 2009 SN397
- 2009 SO397
- 2009 SP397
- 2009 SQ397
- 2009 SS397
- 2009 ST397
- 2009 SV397
- 2009 SW397
- 2009 SX397
- 2009 SZ397
- 2009 SA398
- 2009 SN398
- 2009 ST398
- 2009 SU398
- 2009 SW398
- 2009 SA399
- 2009 SC399
- 2009 SE399
- 2009 SH399
- 2009 SM399
- 2009 SN399
- 2009 SP399
- 2009 SU399
- 2009 SV399
- 2009 SA400
- 2009 SB400
- 2009 SC400
- 2009 SD400
- 2009 SE400
- 2009 SF400
- 2009 SG400
- 2009 SH400
- 2009 SJ400
- 2009 SK400
- 2009 SN400
- 2009 SO400
- 2009 SQ400
- 2009 SV400
- 2009 SZ400
- 2009 SA401
- 2009 SS401
- 2009 SX401
- 2009 SZ401
- 2009 SB402
- 2009 SF402
- 2009 SG402
- 2009 SH402
- 2009 SK402
- 2009 SM402
- 2009 SN402
- 2009 SO402
- 2009 SP402
- 2009 SQ402
- 2009 SU402
- 2009 SV402
- 2009 SW402
- 2009 SX402
- 2009 SY402
- 2009 SB403
- 2009 SC403
- 2009 SD403
- 2009 SE403
- 2009 SF403
- 2009 SG403
- 2009 SH403
- 2009 SJ403
- 2009 SK403
- 2009 SL403
- 2009 SM403
- 2009 SN403
- 2009 SP403
- 2009 SS403
- 2009 SB404
- 2009 SD404
- 2009 SE404
- 2009 SF404
- 2009 SG404
- 2009 SK404
- 2009 SL404
- 2009 SP404
- 2009 SQ404
- 2009 SR404
- 2009 SS404
- 2009 SW404
- 2009 SY404
- 2009 SZ404
- 2009 SA405
- 2009 SB405
- 2009 SC405
- 2009 SE405
- 2009 SF405
- 2009 SG405
- 2009 SH405
- 2009 SK405
- 2009 SL405
- 2009 SM405
- 2009 SO405
- 2009 SP405
- 2009 SQ405
- 2009 SU405
- 2009 SV405
- 2009 SW405
- 2009 SX405
- 2009 SC406
- 2009 SD406
- 2009 SE406
- 2009 SG406
- 2009 SH406
- 2009 SJ406
- 2009 SO406
- 2009 SP406
- 2009 SQ406
- 2009 SR406
- 2009 SS406
- 2009 SY406
- 2009 SZ406
- 2009 SA407
- 2009 SB407
- 2009 SC407
- 2009 SD407
- 2009 SE407
- 2009 SG407
- 2009 SJ407
- 2009 SK407
- 2009 SL407
- 2009 SM407
- 2009 SO407
- 2009 SP407
- 2009 SQ407
- 2009 SR407
- 2009 ST407
- 2009 SU407
- 2009 SV407
- 2009 SW407
- 2009 SX407
- 2009 SY407
- 2009 SA408
- 2009 SB408
- 2009 SC408
- 2009 SD408
- 2009 SE408
- 2009 SG408
- 2009 SK408
- 2009 SN408
- 2009 SQ408
- 2009 ST408
- 2009 SZ408
- 2009 SB409
- 2009 SF409
- 2009 SG409
- 2009 SK409
- 2009 SL409
- 2009 SM409
- 2009 SN409
- 2009 SO409
- 2009 SP409
- 2009 SR409
- 2009 ST409
- 2009 SU409
- 2009 SW409
- 2009 SX409
- 2009 SY409
- 2009 SB410
- 2009 SD410
- 2009 SE410
- 2009 SF410
- 2009 SG410
- 2009 SH410
- 2009 SJ410
- 2009 SK410
- 2009 SU410
- 2009 SW410
- 2009 SX410
- 2009 SZ410
- 2009 SA411
- 2009 SB411
- 2009 SC411
- 2009 SE411
- 2009 SF411
- 2009 SG411
- 2009 SH411
- 2009 SJ411
- 2009 SK411
- 2009 SM411
- 2009 SN411
- 2009 SO411
- 2009 SQ411
- 2009 SR411
- 2009 ST411
- 2009 SU411
- 2009 SW411
- 2009 SZ411
- 2009 SB412
- 2009 SD412
- 2009 SF412
- 2009 SG412
- 2009 SH412
- 2009 SJ412
- 2009 SO412
- 2009 SP412
- 2009 SQ412
- 2009 ST412
- 2009 SV412
- 2009 SY412
- 2009 SZ412
- 2009 SB413
- 2009 SC413
- 2009 SD413
- 2009 SE413
- 2009 SF413
- 2009 SG413
- 2009 SJ413
- 2009 SK413
- 2009 SP413
- 2009 SR413
- 2009 SS413
- 2009 SC414
- 2009 SE414
- 2009 SF414
- 2009 SG414
- 2009 SH414
- 2009 SJ414
- 2009 SM414
- 2009 SN414
- 2009 SQ414
- 2009 SS414
- 2009 SB415
- 2009 SE415
- 2009 SF415
- 2009 SG415
- 2009 SJ415
- 2009 SK415
- 2009 SL415
- 2009 SM415
- 2009 SO415
- 2009 SP415
- 2009 SR415
- 2009 SS415
- 2009 ST415
- 2009 SU415
- 2009 SV415
- 2009 SD416
- 2009 SE416
- 2009 SH416
- 2009 SJ416
- 2009 SK416
- 2009 SM416
- 2009 SO416
- 2009 SP416
- 2009 SR416
- 2009 SS416
- 2009 ST416
- 2009 SU416
- 2009 SV416
- 2009 SW416
- 2009 SZ416
- 2009 SA417
- 2009 SB417
- 2009 SC417
- 2009 SF417
- 2009 SG417
- 2009 SJ417
- 2009 SK417
- 2009 SL417
- 2009 SM417
- 2009 SN417
- 2009 SO417
- 2009 SV418
- 2009 SB419
- 2009 SC419
- 2009 SE419
- 2009 SF419
- 2009 SG419
- 2009 SO419
- 2009 SP419
- 2009 SQ419
- 2009 SR419
- 2009 SS419
- 2009 SU419
- 2009 SV419
- 2009 SX419
- 2009 SY419
- 2009 SZ419
- 2009 SB420
- 2009 SC420
- 2009 SD420
- 2009 SE420
- 2009 SG420
- 2009 SH420
- 2009 SJ420
- 2009 SK420
- 2009 SL420
- 2009 ST420
- 2009 SV420
- 2009 SX420
- 2009 SB421
- 2009 SD421
- 2009 SE421
- 2009 SF421
- 2009 SG421
- 2009 SH421
- 2009 SJ421
- 2009 SK421
- 2009 SN421
- 2009 SO421
- 2009 SP421
- 2009 SQ421
- 2009 ST421
- 2009 SU421
- 2009 SW421
- 2009 SX421
- 2009 SY421
- 2009 SA422
- 2009 SB422
- 2009 SC422
- 2009 SG422
- 2009 SH422
- 2009 SJ422
- 2009 SK422
- 2009 SL422
- 2009 SM422
- 2009 SN422
- 2009 SO422
- 2009 SP422
- 2009 SQ422
- 2009 SR422
- 2009 SS422
- 2009 ST422
- 2009 SU422
- 2009 SV422
- 2009 SW422
- 2009 SX422
- 2009 SY422
- 2009 SZ422
- 2009 SA423
- 2009 SB423
- 2009 SC423
- 2009 SE423
- 2009 SF423
- 2009 SG423
- 2009 SH423
- 2009 SJ423
- 2009 SK423
- 2009 SN423
- 2009 SO423
- 2009 SQ423
- 2009 SR423
- 2009 ST423
- 2009 SU423
- 2009 SV423
- 2009 SX423
- 2009 SZ423
- 2009 SB424
- 2009 SC424
- 2009 SD424
- 2009 SE424
- 2009 SF424
- 2009 SG424
- 2009 SH424
- 2009 SJ424
- 2009 SK424
- 2009 SL424
- 2009 SQ424
- 2009 SR424
- 2009 SS424
- 2009 SX424
- 2009 SY424
- 2009 SA425
- 2009 SC425
- 2009 SH425
- 2009 SJ425
- 2009 SK425
- 2009 SL425
- 2009 SM425
- 2009 SN425
- 2009 SO425
- 2009 SP425
- 2009 SQ425
- 2009 SR425
- 2009 SS425
- 2009 ST425
- 2009 SV425
- 2009 SW425
- 2009 SX425
- 2009 SY425
- 2009 SZ425
- 2009 SA426
- 2009 SB426
- 2009 SC426
- 2009 SD426
- 2009 SE426
- 2009 SF426
- 2009 SG426
- 2009 SH426
- 2009 SJ426
- 2009 SK426
- 2009 SL426
- 2009 SM426
- 2009 SN426
- 2009 SO426
- 2009 SP426
- 2009 SQ426
- 2009 SS426
- 2009 ST426
- 2009 SU426
- 2009 SW426
- 2009 SY426
- 2009 SZ426
- 2009 SA427
- 2009 SB427
- 2009 SC427
- 2009 SD427
- 2009 SE427
- 2009 SF427
- 2009 SG427
- 2009 SH427
- 2009 SJ427
- 2009 SK427
- 2009 SL427
- 2009 SM427
- 2009 SN427
- 2009 SO427
- 2009 SP427
- 2009 SQ427
- 2009 SR427
- 2009 SS427
- 2009 ST427
- 2009 SU427
- 2009 SV427
- 2009 SW427
- 2009 SX427
- 2009 SZ427
- 2009 SB428
- 2009 SC428
- 2009 SD428
- 2009 SE428
- 2009 SH428
- 2009 SK428
- 2009 SM428
- 2009 SN428
- 2009 SO428
- 2009 SP428
- 2009 SQ428
- 2009 SR428
- 2009 ST428
- 2009 SU428
- 2009 SV428
- 2009 SW428
- 2009 SX428
- 2009 SY428
- 2009 SA429
- 2009 SB429
- 2009 SC429
- 2009 SD429
- 2009 SE429
- 2009 SF429
- 2009 SG429
- 2009 SH429
- 2009 SJ429
- 2009 SK429
- 2009 SL429
- 2009 SM429
- 2009 SN429
- 2009 SO429
- 2009 SP429
- 2009 SQ429
- 2009 SS429
- 2009 ST429
- 2009 SU429
- 2009 SV429
- 2009 SW429
- 2009 SX429
- 2009 SZ429
- 2009 SA430
- 2009 SB430
- 2009 SC430
- 2009 SD430
- 2009 SE430
- 2009 SF430
- 2009 SG430
- 2009 SH430
- 2009 SJ430
- 2009 SK430
- 2009 SL430
- 2009 SM430
- 2009 SN430
- 2009 SO430
- 2009 SP430
- 2009 SQ430
- 2009 SR430
- 2009 SS430
- 2009 ST430
- 2009 SU430
- 2009 SV430
- 2009 SW430
- 2009 SX430
- 2009 SY430
- 2009 SZ430
- 2009 SA431
- 2009 SB431
- 2009 SC431
- 2009 SD431
- 2009 SE431
- 2009 SF431
- 2009 SG431
- 2009 SH431
- 2009 SJ431
- 2009 SK431
- 2009 SL431
- 2009 SM431
- 2009 SN431
- 2009 SO431
- 2009 SP431
- 2009 SQ431
- 2009 SR431
- 2009 SS431
- 2009 ST431
- 2009 SU431
- 2009 SV431
- 2009 SX431
- 2009 SY431
- 2009 SZ431
- 2009 SA432
- 2009 SB432
- 2009 SC432